# سلطنة بنتن
سلطنة بنتن (بالإندونيسية: Kesultanan Banten) هي سلطنة إسلامية تأسست عام 1526 م في جزيرة جاوة بجنوب شرق آسيا. وتركزت في مدينة بنتن الواقعة على الساحل الشمالي الغربي لجزيرة جاوة. حيث قام الأمير حسن الدين (ابن سلطان سيربون الشريف هداية الله المعروف باسم «سونن جاتي») بقيادة جيش مشترك من سلطنة سيربون وسلطنة ديماك للسيطرة على مدينة سوندا كيلابا (جاكرتا حاليا) وذلك ردا على تحالف مملكة سوندا الهندوسية مع البرتغال في 1522 وقد هُزمت قوات البرتغال التي كانت متمركزة في المدينة آنذاك في 22 يونيو 1527، وبعد الانتصار أنشأت إمارة تابعة لسلطنة سيربون إلى أن استقلت في 1552 وأصبح حسن الدين السلطان. كانت المملكة ذات يوم مركزًا تجاريًا رئيسيًا في جنوب شرق آسيا، وخاصة الفلفل، وصلت إلى ذروتها في أواخر القرن السادس عشر ومنتصف القرن السابع عشر. في أواخر القرن السابع عشر، طغت باتافيا على أهميتها. ظلت السلطنة قائمة ما يقرب ثلاثة قرون حتى ضمت أخيراً إلى مستعمرة الهند الشرقية الهولندية في عام 1813 م. أراضيها الأساسية تشكل الآن مقاطعة بنتن بجمهورية إندونيسيا. اليوم، في بنتن القديمة، يعد مسجد بنتن الكبير وجهة مهمة للسياح والزوار من جميع أنحاء إندونيسيا ومن الخارج.

## التأسيس
قبل عام 1526 م، كانت مستوطنة تسمى بنتن تقع على بعد حوالي عشرة كيلومترات من الساحل على نهر سيبانتن، في المنطقة التي تحتلها اليوم الضواحي الجنوبية لمدينة سيرانج. كانت تُعرف باسم بانتين جيرانج، وتعني «بانتين العليا» نظرًا لموقعها.:12 كانت هذه المدينة إمارة هندوسية محلية تنتمي إلى مملكة سوندا.

## قائمة سلاطين بنتن
| No. | الفترة/السنة | اسم السلطان                            | اللقب                                                         | معلومات                                                                                                   |
| --- | ------------ | -------------------------------------- | ------------------------------------------------------------- | --- |
| |              | السلطان شريف هداية الله                | Sunan Gunung Jati                                             | السلطان الثاني لسلطنة سيريبون                                                                             |
| 1 | 1552 - 1570  | السلطان مولانا حسن الدين               | Pangeran Sabakinking                                          | 8 Oktober 1526 M (1 المحرم (شهر) 933 H) - 1552 M, كإمارة تابعة لسلطنة سيريبون                             |
| 2 | 1570 - 1585  | السلطان مولانا يوسف                    | Pangeran Pasareyan                                            | |
| 3 | 1585 - 1596  | السلطان مولانا محمد                    | - Pangeran Sedangrana - Prabu Seda ing Palembang              | |
| 4 | 1596 - 1647  | سلطان عبد المفاخر محمود عبد القادر     | - Pangeran Ratu - Sultan Agung                                | |
| 5 | 1647 - 1651  | السلطان أبو المعالي احمد               | - Pangeran Anom - Sultan Kilen                                | |
| 6 | 1651 - 1683  | السلطان أجينغ تيرتاياسا                | - Abu al-Fath Abdul Fattah - Pangeran Dipati - Pangeran Surya | |
| 7 | 1683 - 1687  | السلطان أبو نصار عبد القهار            | - Sultan Haji - Pangeran Dakar                                | (Catatan) 1                                                                                               |
| 8 | 1687 - 1690  | سلطان أبو الفضل محمد يحيى              |                                                               | |
| 9 | 1690 - 1733  | سلطان أبو المحاسن محمد زين العابدين    | - Pangeran Adipadi - Kang Sinihun ing Nagari Banten           | |
| 10 | 1733 - 1750  | السلطان عبد الله محمد سيف زين العارفين |                                                               | |
| | 1750 - 1752  | راتو وكيل السلطان شريف الدين 2         | Pangeran Syarifuddin                                          | تحت تأثير الملكة شريفة فاطمة                                                                              |
| 11 | 1752 - 1753  | السلطان أبو المعالي محمد واسي          | Pangeran Arya Adisantika                                      | |
| 12 | 1753 - 1773  | سلطان أبو النصر محمد عارف زين العاشقين |                                                               | |
| 13 | 1773 - 1799  | السلطان علي الدين الأول                | Abu al-Mafakhir Muhammad Aliyuddin                            | |
| 14 | 1799 - 1801  | السلطان محمد محي الدين زين الصالحين    |                                                               | |
| 15 | 1801 - 1802  | السلطان محمد اسحق زين المتقين          |                                                               | |
| | 1802 - 1803  | نائب السلطان الأمير نتاويجايا          |                                                               | في هذا الوقت، كانت إدارة سلطنة بنتن تحت سيطرة حكومة تصريف الأعمال Caretaker نائب السلطان الأمير نتاويجايا |
| 16 | 1803 - 1808  | السلطان علي الدين الثاني               | Abu al-Mafakhir Muhammad Aqiluddin                            | |
| | 1808 - 1809  | نائب السلطان أمير سورامنغالا           |                                                               | في هذا الوقت، كانت إدارة سلطنة بنتن تحت سيطرة حكومة تصريف الأعمال Caretaker نائب السلطان أمير سورامنغالا  |
| 17 | 1809 - 1813  | السلطان مولانا محمد صفي الدين          | Muhammad bin Muhammad Muhyiddin Zainussalihin                 | |
| ملحوظات: 1. هذا التتويج مصحوب بعدة شروط. تم ذكر هذه المتطلبات بعد ذلك في اتفاقية تم توقيعها في 17 أبريل 1684 والتي قللت من سيادة بنتن لأنه مع هذا الاتفاق يجب أن تتم الموافقة على كل ما يتعلق بالشؤون الداخلية والخارجية من قبل الاحتلال الهولندي. 2. عندما تم نفي السلطان عبد الله محمد سيف زين العارفين إلى أمبون، نجحت زوجته راتو شريفه فاطمة في إقناع الهولندي (بارون فان إنهوف) بتتويج ابنها من زوجها السابق كسلطان بنتن. اعتلى الأمير شريف الدين العرش بلقب السلطان شريف الدين راتو نائبًا، لكن في الواقع كان الحاكم هو الملكة شريفه فاطمة. هذا ما تسبب في عدم الاعتراف بالسلطان عبد الله محمد سيف زين العارفين والملكة شريفة فاطمة باعتباره السلطان الحادي عشر لبنتن. |              |                                        |                                                               | |